# Château de Canteleu
Le château de Canteleu, appelé aujourd'hui château des Deux Lions, est un demeure du XVIIe siècle qui se dresse sur le territoire de la commune française de Canteleu, dans le département de la Seine-Maritime, en région Normandie.
Le château, propriété privée, est inscrit au titre des monuments historiques. L'office de tourisme de Rouen propose régulièrement des visites guidées.

## Localisation
Le château est bâti sur une terrasse embrassant un vaste panorama de Rouen et de la boucle de la Seine, sur la commune de Canteleu, dans le département français de la Seine-Maritime.
L'accès se fait par la rue de Sahurs (RD 351), à hauteur du no 7, marqué par deux lions allongés sur chacun des piliers qui ouvrent sur une allée perspective dans l'axe du château.

## Historique
Le château est bâti vers 1635 pour Nicolas Langlois de Motteville, conseiller et président de la Chambre des comptes de Normandie, sur des plans attribués à Le Mercier. Il figure alors parmi les plus belles demeures seigneuriales de la Haute-Normandie.
Possession un temps de Françoise Bertaut qui ne l'habita guère, la demeure passe à Jean-Baptiste Langlois de Colmoulins, membre du Grand Conseil, gendre du Président de Maupeou.
En 1748, la terre de Canteleu est acquise par François-Nicolas Quillebeuf, seigneur de Béthencourt, commerçant de Rouen anobli par l'achat d'une charge de secrétaire du roi dite « savonnette à vilain ». Après sa mort en 1751, son fils Jean-François Quillebeuf hérite du domaine, jusqu'à sa faillite en 1776. Les droits seigneuriaux et les manoirs situés sur le territoire de la paroisse de Canteleu sont alors vendus séparément.
Le château de Canteleu est acquis le 18 décembre 1779 par Charles-Antoine Élie-Lefebvre, ancien négociant et juge consul devenu conseiller échevin de Rouen. La demeure, en état complet de délabrement, est partiellement démolie. Le deux ailes, le dôme et l'étage supérieur du pavillon central sont complètement abattus, de même que la haute toiture, ses lucarnes et ses balustrades en pierre. La partie restante est couverte couverte d'un toit dans le goût néoclassique de l'époque.
En 1998, le château était la possession de la famille Élie Lefebvre : le maire de Rouen Charles Louis Élie Lefebvre y est mort en 1861, tandis que son fils Victor Alfred Élie Lefebvre (1818-1897) a été maire de Canteleu.
Aujourd'hui, son nouveau propriétaire, l’entrepreneur rouennais Michel Mallet, l’a restauré pour des réceptions, séminaires, et même y séjourner.

## Description

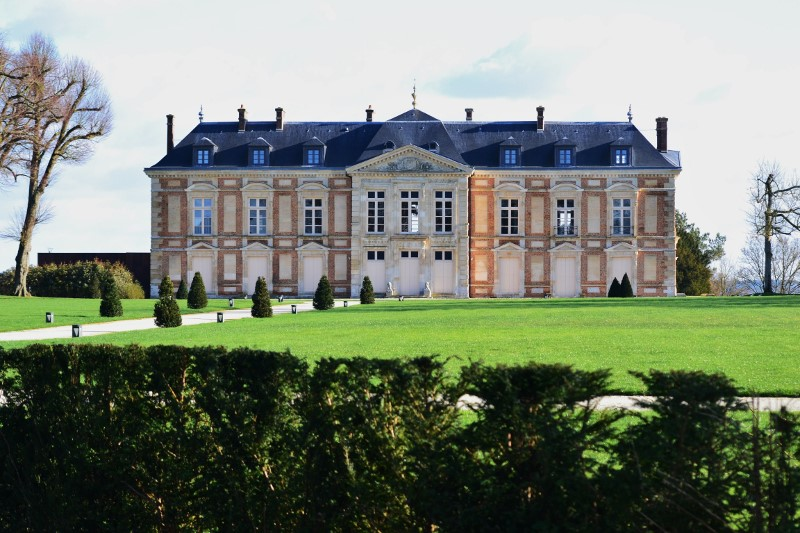
Le château en 2018.

Il a été décrit dans le Bulletin monumental par Gustave A. Prévost en 1889.
À la fin du XVIIIe siècle, le château était en fort mauvais état, et fut partiellement démoli, puis remodelé dans le goût néoclassique par Charles-Antoine Elie-Lefebvre, échevin de Rouen.
En 1820, les pièces de réception, redécorées dans le style Empire, étaient achevées lors de la visite du duc d'Angoulême.

## Mobilier
Une longue série de meubles sont classés objets monuments historiques, comportant chaises, fauteuils, canapés, banquette mais aussi tables ou consoles, statues, vases, et enfin lustres et lits.
L'ébéniste Jeanselme est l'auteur des huit fauteuils style Empire en bois blanc et or couvert de damas cerise  du grand salon (acquisition de 2010).

## Protection
Le château est inscrit au titre des monuments historiques par arrêté du 28 avril 1948.